# Her Hour
Her Hour er en amerikansk stumfilm fra 1917 af George Cowl.

## Medvirkende
- Kitty Gordon som Rita Castle.
- Frank Beamish som Val Clement.
- Yolande Brown som Mrs. Trent.
- Edmund Burns som Dick Christie.
- Lillian Cook som Alicia.